# Zorzines minuscula
Zorzines minuscula är en fjärilsart som beskrevs av Katsumi Yazaki 1988. Zorzines minuscula ingår i släktet Zorzines och familjen nattflyn. Inga underarter finns listade i Catalogue of Life.